# 국제노동조합연맹
국제 노동조합 연맹(영어: The International Federation of Trade Unions, The Amsterdam International, IFTU)은 1919년부터 1945년까지 있었던 노동조합의 국제 기구이다. 전쟁 이전의 국제 중앙 노동조합 사무국이 전신이다.
국제 노동자와 사회주의자 모임(Labour and Socialist International)과 긴밀한 관계를 갖고 있었으며, 공산당이 조정하는 노동조합과는 대적하고 있었다. 1925년 미국 노동자연맹(American Federation of Labor)이 탈퇴한 이후 사회 민주 노선의 유럽 연합체가 주류가 되었다. 주된 활동은 국제 연맹과 국가 정부에 국제 노동 기구 입장을 전달하고 요구를 관철시키는 것이다.
국제 노동조합 사무국 중에서도 가장 큰 조직은 국제 운송 노동자 연맹{International Transport Workers' Federation)이며, 1930년 기준으로 29개국 1천3백5십만명 회원으로 조직되어 있었다. 본부는 1919년-1930년까지는 암스테르담, 1931년-1933년까지는 베를린, 1933년-1940년은 파리, 1940년-1945년까지는 런던에 있었다.
국제 노동조합 연합은 1945년에 해체하여 세계 노동조합 연합(World Federation of Trade Unions)으로 흡수 통합되었다.

## 같이 보기
- 노동조합연맹 목록